# 台灣好
《台灣好》是一首中華民國愛國歌曲，由羅家倫作詞，原曲調為流傳於臺東阿美族及卑南族的原住民歌曲，後來柀加上「台灣好」的曲名及歌詞，歌詞內容主要是表達當局及人民從中共政權手中收復中國大陸的願望。
此曲也是戒嚴時期，中華民國政府以台灣為題材的愛國歌曲。

## 歌詞
台灣好，台灣好，台灣真是復興島！
愛國英雄英勇志士，都投到她的懷抱。
我們受溫暖的和風，我們聽雄壯的海濤，
我們愛國的情緒，比那阿里山高，阿里山高！
我們忘不了大陸上的同胞，
在死亡線上掙扎，在集中營裡苦惱。
他們在求救，他們在哀嚎，
你聽他們在求救，他們在哀嚎求救哀嚎！
我們的血湧如潮，我們的心在狂跳，
槍在肩刀出鞘，破敵城斬群妖。
我們的兄弟姊妹，我們的父老，
我們快要打回大陸來了，回來了快要回來了！

## 外部連結
- YouTube - 張明麗 - 台灣好‏ （页面存档备份，存于）